# Рефинген
Рефинген (њем. Röfingen) општина је у њемачкој савезној држави Баварска. Једно је од 34 општинска средишта округа Гинцбург. Према процјени из 2010. у општини је живјело 1.106 становника. Посједује регионалну шифру (AGS) 9774178.

## Географски и демографски подаци
Рефинген се налази у савезној држави Баварска у округу Гинцбург. Општина се налази на надморској висини од 474 метра. Површина општине износи 6,6 km². У самом мјесту је, према процјени из 2010. године, живјело 1.106 становника. Просјечна густина становништва износи 167 становника/km².